# フロンティア・レスリング・アソシエーション
フロンティア・レスリング・アソシエーション（Frontier Wrestling Association、略称：FWA）は、イギリスのプロレス団体。イングランドのポーツマスを拠点としている。

## 歴史
1993年、ポーツマスで旗揚げ戦を開催。
1999年、団体名をフロンティア・レスリング・アライアンス（Frontier Wrestling Alliance）に改称。
日本のプロレスリング・ノアと友好関係で多くの選手が参戦したり、FWAからもノアに選手が参戦している。

## タイトル
- FWA世界ヘビー級王座
- FWA世界タッグ王座